# Erik Andersen (politiker, 1919-2001)
 For alternative betydninger, se Erik Andersen. (Se også artikler, som begynder med Erik Andersen)
Erik Andersen (født 25. september 1919 i Kollemorten, død 19. januar 2001) var en dansk hjemmeværnsofficer og politiker. Han var medlem af Folketinget for Socialdemokratiet fra 1971 til 1984 og medlem af Europa-Parlamentet fra 1977 til 1979.
Andersen var søn af købmand Chr. Andersen. Han tog realeksamen i 1936 og handelsskoleeksamen i 1938. Fra 1946 til 1959 var han ansat på Social-Demokraten. Han gik på Infanteriets Reserveofficersskole 1953 og var distriktsleder og major i Hjemmeværnet, chef for hjemmeværnsdistrikt 33, Haderslev, 1962-78.
Andersen blev opstillet til Folketinget for Socialdemokratiet i Haderslevkredsen i 1971 og var medlem af Folketinget fra 21. september 1971 til 10. januar 1984. Han var medlem af Europa-Parlamentet fra 15. august 1977 til 16. juli 1979.
Fra 1971 til 1973 var også en anden socialdemokrat med navnet Erik Andersen medlem af Folketinget. Derfor blev han i Folketinget kaldt Erik Andersen (Sønderjyllands amt) efter sin valgkreds for at skelne ham fra Erik Andersen (Frederiksborg amt).